# Sørsdal-Gletscher
Der Sørsdal-Gletscher (norwegisch Sørsdalbreen) ist ein im Princess-Elizabeth-Land in der Ostantarktis gelegener Gletscher. Er befindet sich etwa 12 km von der australischen Davis-Station entfernt. Der etwa 25 km lange Gletscher fließt in westlicher Richtung entlang der Südseite des Krok-Fjords und der Vestfoldberge und mündet mit einer ausgeprägten Gletscherzunge in die Prydz Bay.
Der norwegische Walfangkapitän Karius Mikkelsen (1887–unbekannt) entdeckte sie im Februar 1935 im Rahmen der vom norwegischen Walfangunternehmer Lars Christensen finanzierten vierten Antarktisfahrt der Thorshavn (1934–1935). Er benannte ihn nach Leif Sørsdal, einem norwegischen Zahnarzt und Besatzungsmitglied der Thorshavn.
Auf dem Gletscher befand sich zwischen 2001 und 2004 mehrfach eine der mobilen DORIS-Stationen. Ziel war es die Geschwindigkeit des Gletschers zu messen. Messungen in den Jahren 2000 und 2001 ergaben Geschwindigkeiten von 80 Meter pro Jahr, was etwa 6-mal langsamer ist als aufgrund früherer Forschungsberichte erwartet.